# Mistrovství Evropy v biatlonu 2020
Mistrovství Evropy v biatlonu 2020 probíhalo mezi 26. únorem a 1. březnem 2020 v běloruském Raubiči jako vrchol probíhající sezóny IBU Cupu a po mistrovství světa druhá nejvýznamnější biatlonová akce tohoto ročníku.
Šampionát mělo původně hostit estonské město Otepää, kvůli nízkým teplotám bylo ale rozhodnuto o jeho přesunutí do Raubiči, kde se také konala závěrečná zastávka IBU Cupu.

## Program
Na programu mistrovství bylo 5 disciplín. Muži i ženy absolvovali sprinty, stíhací závody a premiérově supersprinty. Společně také jeli závody smíšených štafet a smíšených dvojic.
| Den | Datum     | Začátek (UTC+3) | Začátek (SEČ) | Disciplína                     | Počet závodníků |
| --- | --------- | --------------- | ------------- | ------------------------------ | --------------- |
| St  | 26. února | 13.00           | 11.00         | Supersprint kvalifikace (muži) | 127             |
| St  | 26. února | 15.00           | 13.00         | Supersprint kvalifikace (ženy) | 102             |
| St  | 26. února | 17:30           | 15.30         | Supersprint finále (muži)      | 30              |
| St  | 26. února | 18-00           | 17.00         | Supersprint finále (ženy)      | 30              |
| Čt  | 27. února | 14.00           | 12.00         | Smíšený závod dvojic           | 27 dvojic       |
| Čt  | 27. února | 17.00           | 15.00         | Smíšená štafeta                | 22 týmů         |
| So  | 29. února | 12.30           | 10.30         | Sprint (muži)                  | 119             |
| So  | 29. února | 15.30           | 13.30         | Sprint (ženy)                  | 104             |
| No  | 1. března | 12.30           | 10.30         | Stíhací závod (muži)           | 59              |
| No  | 1. března | 14.30           | 12.30         | Stíhací (ženy)                 | 48              |

## Medailisté

### Muži
| Disciplína              | Zlato              | Výkon                     | Stříbro              | Výkon                     | Bronz                     | Výkon                     |
| Supersprint             | Sergej Bocharnikov | 14:12.8 (0+1 0+0 0+1 0+0) | Adam Václavík        | 14:13.2 (0+0 0+1 0+1 0+1) | Dmytro Pidručnyj          | 14:13.3 (0+0 0+0 1+1 0+1) |
| Sprint (10 km)          | Matvej Jelisejev   | 23:46.4 (1+0)             | Andrejs Rastorgujevs | 23:50.5 (0+1)             | Aleksander Fjeld Andersen | 24:11.9 (0+1)             |
| Stíhací závod (12,5 km) | Sergej Bocharnikov | 35:03.9 (0+0+0+2)         | Sturla Holm Laegreid | 35:10.6 (1+0+0+1)         | Sivert Guttorm Bakken     | 35:27.8 (0+0+1+1)         |

### Ženy
| Disciplína            | Zlato                | Výkon                     | Stříbro            | Výkon                     | Bronz                | Výkon                     |
| Supersprint           | Jevgenija Pavlovová  | 16:31.8 (0+0 0+0 0+0 0+0) | Olena Pidhrušná    | 16:34.6 (0+0 0+0 0+1 0+0) | Chloé Chevalierová   | 16:37.3 (0+1 0+0 0+0 0+0) |
| Sprint (7,5 km)       | Elisabeth Högbergová | 22:39.6 (1+0)             | Ida Lienová        | 22:54.0 (0+0)             | Iryna Kryuková       | 22:55.5 (0+1)             |
| Stíhací závod (10 km) | Jelena Kručinkinová  | 29:21.1 (0+0+0+0)         | Kristina Rezcovová | 29:38.7 (1+0+0+1)         | Elisabeth Högbergová | 29:56.2 (0+1+0+2)         |

### Smíšené štafety
| Disciplína                            | Zlato                                                                      | Výkon                                                     | Stříbro                                                                          | Výkon                                                     | Bronz                                                                             | Výkon                                         |
| Smíšená štafeta (4×6 km)              | Ukrajina Valentyna Semerenková Julija Džymová Artem Pryma Dmytro Pidručnyj | 1:11:32.1 (0+2) (0+1) (0+1) (0+0) (0+1) (0+2) (0+2) (0+0) | Rusko Kristina Rezcovová Victoria Slivková Eduard Latypov Said Karimulla Chalili | 1:12:04.3 (0+3) (0+1) (0+1) (0+2) (0+1) (0+0) (0+0) (0+1) | Norsko Åsne Skredeová Ida Lienová Sivert Guttorm Bakken Aleksander Fjeld Andersen | 1:12:05.8 (0+1) (0+1) (0+0) (0+0) (0+0) (0+1) |
| Smíšený závod dvojic (2×6 + 2×7,5 km) | Norsko Karoline Erdalová Endre Strømsheim                                  | 47:12.2 (0+3) (0+2) (0+6) (0+1)                           | Německo Stefanie Schererová Justus Strelow                                       | 47:23.7 (0+2) (0+0) (0+2) (0+1)                           | Ukrajina Anastasija Merkušinová Ruslan Tkalenko                                   | 47:24.0 (0+3) (0+1)                           |